# Forschungsstudium
Das Forschungsstudium war in der DDR neben der Tätigkeit als wissenschaftlicher Assistent und der Aspirantur eine Möglichkeit zur Promotion.

## Geschichte
Das Forschungsstudium wurde im Ergebnis der Dritten Hochschulreform durch eine Anweisung des Ministeriums für Hoch- und Fachschulwesen über die Einrichtung des Forschungsstudiums an Universitäten und Hochschulen eingeführt. Die Rechtsgrundlage wurde mehrfach geändert.

## Rechtliche Stellung und Tätigkeit der Forschungsstudenten
Voraussetzungen für die Aufnahme des Forschungsstudiums waren sehr gute Studienergebnisse und gesellschaftliches Engagement. Die Dauer des Forschungsstudiums betrug drei Jahre und damit ein Jahr weniger als die befristete wissenschaftliche Assistenz. Es schloss sich unmittelbar an das Direktstudium an oder begann kurz vor dessen Ende. Forschungsstudenten waren keine Mitarbeiter der Hochschule bzw. Universität, sondern weiter Studenten. Sie erhielten einen Studentenausweis und konnten die damit verbundenen Vergünstigungen (u. a. Fahrpreisermäßigungen von 75 % bei der Deutschen Reichsbahn) nutzen. Forschungsstudenten erhielten in den 1970er Jahren ein Grundstipendium 300 Mark der DDR im ersten, 350 Mark im zweiten und 400 Mark im dritten Jahr. In den 1980er Jahren betrug das Grundstipendium 500 Mark. Ein Leistungsstipendium von 100 oder 150 Mark war möglich, im Normalfall aber erst im zweiten und dritten Jahr. Der Schwerpunkt der Tätigkeit lag in der Forschung, insbesondere der Erstellung der Dissertation A. In der Regel erteilten Forschungsstudenten auch Unterricht, allerdings in geringerem Umfang als befristete Assistenten. Der Unterricht wurde per Honorarvertrag zusätzlich bezahlt. Forschungsstudenten waren in die wissenschaftliche Arbeit der Lehrstühle und Sektion einbezogen.
Wurde das Forschungsstudium nicht abgeschlossen oder abgebrochen, wurde das Hochschulzeugnis als vollwertiger Hochschulabschluss anerkannt.
Nach dem Urteil des Bundessozialgerichts vom 23. März 1999 erfüllt das Forschungsstudium nicht den Tatbestand einer gleichgestellten Beitragszeit, da auch das Forschungsstudium durch ein staatliches Stipendium finanziert wurde. So resultieren auch in diesem Rahmen – wie alle Stipendien in der DDR – keine zusätzlichen Rentenansprüche.

## Akademischer Grad
Nach Beendigung des Forschungsstudiums und einer erfolgreichen Verteidigung der Dissertation wurde der wissenschaftliche Grad Doktor eines Wissenschaftszweiges (Promotion A) verliehen.